# Amerikai irodalom (film)
Az Amerikai irodalom (eredeti cím: American Fiction) 2023-ban bemutatott amerikai vígjáték filmdráma, amelyet Cord Jefferson írt és rendezett. A főbb szerepekben Jeffrey Wright, Tracee Ellis Ross, John Ortiz, Erika Alexander ée Leslie Uggams látható.
Az Amerikai Egyesült Államokban 2023. december 14-én jelent meg. Magyarországon a HBO Max mutatta be 2025. február 28-án.

## Cselekmény
Thelonious „Monk” Ellison felsőosztálybeli afroamerikai író és professzor Los Angelesben, akinek könyvei népszerűek. Bár regényei tudományos elismerésben részesülnek, mégis nehezen fogynak, és Monk legújabb kéziratát a kiadók elutasítják, mivel „nem elég fekete”. Az egyetemen Monkot felfüggesztik a diákokkal a faji kérdésekről folytatott vitái miatt, és arra kérik, vegyen részt egy irodalmi szemináriumon, és töltsön több időt a családjával szülővárosában, Bostonban. Monknak kevés résztvevője van a szemináriumon, ellentétben a zsúfolt interjúteremmel Sintara Goldennel, akinek bestsellere, a We's Lives in Da Ghetto című könyve a feketékkel kapcsolatos sztereotípiáknak hódol.
Bostonban Monk az Alzheimer-kórban szenvedő édesanyjával, Agnesszel és nővérével, Lisa orvosnővel vacsorázik. Később, miközben Monkkal iszogatnak, Lisa halálos szívrohamot kap. Elidegenedett testvérük, Cliff plasztikai sebész, részt vesz Lisa temetésén. Cliff elvált, miután a felesége rajtakapja, hogy egy férfival szexel; Cliff mostanában gyakran drogozik és alkalmi szexet folytat. Monk megismerkedik Coraline-nal, egy ügyvédnővel, aki az anyja tengerparti házával szemben lakik, és randizni kezd vele.
Sintara sikere és az anyja gondozásának költségei miatt frusztrált Monk megírja a My Pafology című szatirikus regényt, amely kigúnyolja a fekete íróktól elvárt irodalmi sztereotípiákat: melodramatikus cselekményeket, csődtömeg apákat, bandák közötti erőszakot és drogokat. Monk megvetően elküldi a regényt a kiadóknak, és megdöbbenve hallja a hírt, hogy 750 ezer dolláros előleget ajánlottak neki. Monk ügynöke, Arthur meggyőzi Monkot, használja a szökevény bűnöző, „Stagg R. Lee” karakterét. „Stagg” szerepében Monknak filmszerződést ajánl Wiley producer. A kiadó vezetőinek sértő megjegyzéseire válaszul Monk megpróbálja kisiklatni az üzletet követelve, hogy a címet „Fuck”-ra változtassák; a vezetők vonakodva beleegyeznek. Monkot felkérik, hogy a „sokszínűségi mozgalom” részeként segítsen zsűrizni a New England Book Association irodalmi díjátadóján, amit ő vonakodva vállal. Sintara a zsűritársa, és Monk rájön, a nő sok tekintetben osztja a nézeteit.
Agnes egy költséges idősek otthonába költözik, de nem alkalmazkodik jól. Cliff rövid időre visszatér Bostonba, ám miután Agnes homofób megjegyzést tesz rá, távozik. A Fuck bestsellerré válik. Coraline, Cliff és a közönség a homályban marad, hogy a „Stagg” - Monk, és az FBI felveszi a kapcsolatot a kiadóval, mert azt hiszi, Stagg szökevény, ahogy azt egy interjúban állította.
Monk kiadója irodalmi díjra küldi be a Fuckot, és ezzel arra kényszeríti, hogy saját regényét bírálja el. Monk rájön, Coraline élvezettel olvasta a Fuckot; összevesznek és elválnak útjaik. A bizottság fehér bírái el vannak ragadtatva a Fucktól, bár Sintara „engedékenységnek” nevezi. Monk egyetért, de később azzal érvel, hogy Sintara könyve „traumapornó”, és nem illik a középosztálybeli afroamerikai származásához. Sintara azt állítja, a könyve elkészítéséhez olyan emberekkel készített interjút, akiknek nincs hangjuk, és „azt adta a piacnak, amit akar”, és nem ő tehet arról, ha a fehér olvasók sztereotípiákat alakítottak ki a könyvéből.
A család házvezetőnője, Lorraine esküvőjének napján Monk rájön, hogy Cliff két másik férfival együtt él Agnes tengerparti házában, de Lorraine örül az esküvőn való részvételének. Az ünnepségen Monk és Cliff megbeszélik apjuk öngyilkosságának következményeit, és Cliff arra biztatja Monkot, hagyja, hogy az emberek „szeressék őt”.
A díjátadó ceremónián bejelentik, hogy a Fuck nyerte a díjat. Monk felmegy a színpadra, és azt mondja, hogy van egy vallomása. A kép elsötétül, és kiderül, hogy az eddig látott események valójában Monk forgatókönyvének jelenetei, amelyet saját tapasztalatai alapján írt Wiley produkciós cégének, alternatívaként a Fuck filmadaptációjára. Monk továbbra sem fedte fel a valódi kilétét a nyilvánosság előtt, és még mindig külön él Coraline-tól. Wiley-nak tetszik a forgatókönyv, de arra kéri Monkot, hogy változtasson a kétértelmű befejezésen.
Monk egy olyan befejezést javasol, amelyben elrohan a ceremóniáról, hogy bocsánatot kérjen Coraline-tól, de Wiley szerint ez túlságosan romantikus komédiának hat. Ezután Monk egy alternatív befejezést ajánl, amelyben a rendőrség – azt hívén, hogy egy fegyveres bűnöző – lelövi őt a díjátadón. Wiley, aki éppen egy blaxploitation filmet is forgat, imádja az ötletet, Monk viszont csalódott. A film gyártásba kerül, Monk pedig Cliff társaságában elhajt, miután egy pillanatig összenéz egy színésszel, aki egy rabszolgát alakít.

## Szereplők
| Szerep                        | Színész              | Magyar hang          |
| ----------------------------- | -------------------- | -------------------- |
| Dr. Thelonious "Monk" Ellison | Jeffrey Wright       | Varga Gábor          |
| Dr. Lisa Ellison              | Tracee Ellis Ross    | Kocsis Mariann       |
| Sintara Golden                | Issa Rae             | Zsigmond Tamara      |
| Dr. Clifford "Cliff" Ellison  | Sterling K. Brown    | Csík Csaba Krisztián |
| Arthur, Monk ügynöke          | John Ortiz           | Kerekes József       |
| Coraline                      | Erika Alexander      | Pálmai Anna          |
| Agnes Ellison                 | Leslie Uggams        | Vándor Éva           |
| Wiley Valdespino              | Adam Brody           | Szatory Dávid        |
| Willy                         | Keith David          | Faragó András        |
| Van Go Jenkins                | Okieriete Onaodowan  |                      |
| Lorraine                      | Myra Lucretia Taylor | Sági Tímea           |

### Magyar változat
- Magyar szöveg: Egressy G. Tamás
- Hangmérnök: Soltész Márton és Kis Pál
- Vágó: Kis Pál
- Gyártásvezető: Farkas Márta
- Szinkronrendező: Nikodém Gerda
- Produkciós vezető: Fodor Eszter

A szinkront a MAHIR Szinkron Kft. készítette el.

## A film készítése
2022 novemberében Jeffrey Wrightot választották a főszerepre, Cord Jefferson pedig a regény adaptálását és rendezését vállalta, ami az első rendezői munkája lett. A filmet a T-Street Productions és az MRC Film gyártotta. 2022 decemberében további színészek csatlakoztak a szereplőgárdához, köztük Tracee Ellis Ross, Erika Alexander, Leslie Uggams, Sterling K. Brown, Myra Lucretia Taylor, John Ortiz, Issa Rae és Adam Brody. A forgatás Bostonban zajlott, és december elején fejeződött be, Covid19 biztonsági intézkedésekkel. Ugyanebben a hónapban az MGM Orion Pictures megvásárolta a film globális forgalmazási jogait. Cord Jefferson elsőfilmes rendezőként kezdetben ideges volt, hogy visszajelzést adjon Jeffrey Wrightnak, de a producer, Nikos Karamigios bátorította, hogy határozottabb legyen. A film mindössze huszonhat nap alatt forgott le, és a legtöbb jelenetet minimális (3-4) felvétellel rögzítették. 2023 júliusában bejelentették a film világpremierjét, ekkor derült ki, hogy a címe Amerikai irodalom lesz. Ez az első Orion-film, amelyet az Amazon MGM Studios forgalmazott, miután az Amazon felvásárolta az MGM-et. Ennek eredményeként a 2021-es MGM-logót is hozzáadták a film elejére.

## Bemutató
A filmet 2023. szeptember 8-án mutatták be a Torontói Nemzetközi Filmfesztiválon, ahol elnyerte a People's Choice Awardot. Ezt követte egy fesztiválkörút, amelynek csúcspontjaként 2023. december 5-én a Los Angeles-i Samuel Goldwyn Theaterben tartották az Amerikai Egyesült Államokban a premiert. Az Egyesült Államokban 2023. december 15-én mutatták be korlátozott számú moziba, a következő héten (2023. december 22-én) pedig bővített moziforgalmazásban. A film megjelenési dátumát eredetileg 2023. november 3-ára tűzték műsorra, amelyet későbbre módosítottak. Az Egyesült Királyságban és Írországban 2024. február 2-án mutatta be a Curzon Film.
A film 2024. február 6-án jelent meg a digitális platformokon.